# Inge Stenberg
Hans Axel Inge Stenberg, född 14 november 1902 i Malmö, död 27 november 1964, var en svensk ingenjör och företagsledare.
Inge Stenberg var son till arkitekten Axel Stenberg och Anna Winzy. Han tog examen från Chalmers tekniska högskola 1928, blev anställd vid SKF i Göteborg 1929, var under perioden 1931-1953 chef för SKF-bolagen i Ecuador, Colombia, Mexiko, Tjeckoslovakien, Schweiz och Västtyskland. Han var vice verkställande direktör för SKF från 1954, och verkställande direktör 1962-1964.